# Lymanopoda leucotecta
Lymanopoda leucotecta är en fjärilsart som beskrevs av Rosenberg och Talbot 1914. Lymanopoda leucotecta ingår i släktet Lymanopoda och familjen praktfjärilar. Inga underarter finns listade i Catalogue of Life.